# Beau Leroux
Beau Mathew Lovie Leroux (San Jose, 31 agosto 2003) è un calciatore statunitense, centrocampista del S.J. Earthquakes.

## Biografia
È nato negli Stati Uniti da padre statunitense e madre cinese.

## Carriera
Dopo aver iniziato a giocare a calcio con Santa Cruz Breakers e Santa Teresa High School, nel 2021 è stato reclutato per giocare nella SJSU Spartans, formazione della San Jose State University militante in NCAA; nel 2022 ha inoltre anche disputato due incontri in USL League Two (terza divisione) con il Project 51O.
Il 19 dicembre 2023 è stato selezionato dal S.J. Earthquakes al SuperDraft MLS venendo successivamente assegnato alla squadra riserve del The Town FC in MLS Next Pro. Il 21 febbraio 2025 è stato promosso in prima squadra e due giorni dopo ha debuttato in MLS nella partita vinta 4-0 contro il Real Salt Lake; ha segnato il suo primo gol il 30 marzo, contro il Seattle Sounders.

## Statistiche

### Presenze e reti nei club
Statistiche aggiornate al 27 luglio 2025.
| Stagione        | Squadra          | Campionato      | Campionato | Campionato | Coppe nazionali | Coppe nazionali | Coppe nazionali | Coppe continentali | Coppe continentali | Coppe continentali | Altre coppe | Altre coppe | Altre coppe | Totale | Totale | Totale |
| Stagione        | Squadra          | Comp            | Pres       | Reti       | Comp            | Pres            | Reti            | Comp               | Pres               | Reti               | Comp        | Pres        | Reti        | Pres   | Reti   |        |
| --------------- | ---------------- | --------------- | ---------- | ---------- | --------------- | --------------- | --------------- | ------------------ | ------------------ | ------------------ | ----------- | ----------- | ----------- | ------ | ------ | ------ |
| 2022            | Project 51O      | USL2            | 2          | 0          | -               | -               | -               | -                  | -                  | -                  | -           | -           | -           | 2      | 0      |        |
| 2024            | The Town FC      | MNP             | 24         | 5          | -               | -               | -               | -                  | -                  | -                  | -           | -           | -           | 24     | 5      |        |
| 2025            | S.J. Earthquakes | MLS             | 25         | 4          | USCup           | 2               | 0               | -                  | -                  | -                  | LC          | 0           | 0           | 27     | 4      |        |
| Totale carriera | Totale carriera  | Totale carriera | 51         | 9          |                 | 2               | 0               |                    | -                  | -                  |             | 0           | 0           | 53     | 9      |        |